# نفرسدورف
نفرسدورف (به آلمانی: Neversdorf) یک شهر در آلمان است که در زگه‌برگ واقع شده‌است. نفرسدورف ۷۱۹ نفر جمعیت دارد.